# СК Атлетик - Дупница
„Атлетик“ е бивш футболен клуб от град Дупница.

## История
Клубът е създаден през 1923 година от младежите на квартал „Мърджина“ (впоследствие – „Левски“). Основатели са Васил Младенов Антов, Стефан Къркалянов, Темелаки Иванов-Беличо, Арсен Янакиев-Укя, Величко Божинкин и Димитър Манов. Арсен Янакиев, който по професия е обущар съшива първата топка от кожа за ботуши.
Първоначално новообразуваният отбор си избира величественото име – „Монт Еверест“. Той обача просъществува само до 1920 година, а в началото на следващата година е взето решение да носи името „Ботев“. Ушити са и първите фланелки от плетачката Райна Джерманска.
Малко по-късно в квартала се появява конкурентен клуб в лицето на „Вихър“. Неговите създатели Христо Сапунжиев, Темелаки Близнаков и Стефан Чераклиев скоро разбират, че е по-добре двата тима да обединят сили и така на 20 април 1923 година те се сливат под името „Атлетик“.
В следващите 15 години новият клуб се разраства и се появяват секции по баскетбол и лека атлетика с което той се утвърждава сред водещите в града. Те така и не успяват да се сдобият със собствено игрище въпреки постъпките, които са правени.
Златното време на клуба настъпва през 1940 година, когато става шампион на Дупница, а след успех над „Осоговец“ (Кюстендил) триумфира и в „Рилската окръжна спортна дивизия“. Това му дава право да участва в новосформираната „Южнобългарска дивизия“, където завършва на почетното трето място след пловдивските „Спортклуб“ и „Левски“. За отбелязване е, че на игрището на Долните казарми, където Атлетик домакинства са записаи 6 победи и само 1 равенство - 1:1 с „Ботев (Пловдив)“.
Добрите прояви на дупнишкия тим довеждат до серия от приятелски мачове в България, включително гостуването в македонския град Куманово (Кралство Югославия) срещу местния „Спортклуб“ за две срещи (4:0 и 1:1).
След 9 септември 1944 дните на „Атлетик“ са препброени и през 1947 година клубът, по това време ръководен от Стаменко Милошев и секретаря Васил Методиев, бива слят с „Левски“ и „Славия“, за да се постави началото на сегашния „Марек“.

## Известни фенове
- Лео Конфорти

## Виж още
- ФК Марек (Дупница)